# 大颠祖师塔
大颠祖师塔又名舌镜塔、瘞舌冢，位于中国广东省汕头市潮阳区铜盂镇灵山寺后。创建于唐长庆四年（824年），是一座天竺窣堵坡形式的石造塔，为时该寺主持僧大颠的归葬之处。

## 历史
唐长庆四年（824年），大颠圆寂，葬与灵山寺内，并建一塔，名为“大颠祖师塔”。据明隆庆林大春所编撰的《潮阳县志》记载：“唐末有发其窣堵而葺之者，骨髀尽化，惟舌根尚存如生，复瘞之，号瘞舌冢。”这就是瘞舌冢一名的由来。而在“宋至道中（995-997年），乡人又发现之，惟古镜一圆而已。乃叠石藏之如故”后民间遂称为“舌镜塔”。

## 结构
颠祖师塔高2．8米，塔身的最大直径为1．8米，由78块花岗石砌成。基座为八角束腰形，并有飞龙走兽及花卉的浮雕图案。其座有石雕仰莲花瓣承托塔身，而塔身的外观呈圆柱状覆钵形。正面有莲花承托的方形神龛，龛内刻有“唐大颠祖师塔”六字。

## 交通
在汕头汽车总站或汕头西堤汽车站坐前往谷饶镇的班车在灵山寺路口下车，步行上山。